# Диастола

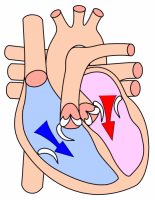
Сердце в диастоле

Диа́стола (др.-греч. ἡ διαστολή «растяжение, расширение, разрежение») — одно из состояний сердечной мышцы при сердцебиении, а именно расслабленное в интервале между сокращениями (систолами).
Диастола — ключевой процесс в биомеханике сердца. Именно она формирует систолу и через неё — всю циклическую деятельность кровообращения. Диастола — расширение полостей сердца (связано с расслаблением мышц предсердий и желудочков), во время которого оно заполняется кровью; вместе с систолой (сокращением) составляет цикл сердечной деятельности. При этом открыты митральный и трёхстворчатый клапаны, а лёгочный и аортальный клапаны закрыты.
В диастолу происходят наиболее ранние нарушения сердца. При наступлении смерти сердце находится в состоянии диастолы.

## Периоды
В диастоле выделяют два периода: период расслабления и период наполнения кровью.

### Период расслабления (0,12 с)
Состоит из двух фаз: протодиастолического интервала (0,04 с) и фазы изометрического расслабления (0,08 с).
Во время протодиастолического интервала закрываются полулунные клапаны (аортальные и легочного ствола), потому что в конце систолы давление в желудочках падает, и кровь начинает двигаться в обратную сторону (туда, где меньше давление, т.е. из аорты в левый желудочек), тем самым закрывая полулунные клапаны, отталкиваясь от них (отражённая волна). Полулунные и предсердно-желудочковые клапаны закрыты.
Во время фазы изометрического расслабления все клапаны закрыты, кардиомиоциты расслабляются, сердце стремится принять изначальную форму, давление резко падает. Фаза заканчивается, когда давление в желудочках становится меньше, чем давление в предсердиях, и предсердно-желудочковые клапаны открываются. В желудочки начинает поступать кровь.

### Период наполнения кровью (0,25 с)
Состоит из двух фаз: фазы быстрого наполнения кровью (0,08 с) и фазы медленного наполнения кровью (диастазис) (0,17 с). Также здесь упоминают систолу предсердий как один из факторов наполнения кровью желудочков.
Во время фазы быстрого наполнения желудочки значительно наполняются кровью.
Во время фазы медленного наполнения (при тахикардии отсутствует) не происходит существенного наполнения желудочков. В предсердиях накапливается кровь, давление в них повышается, что свидетельствует о начале систолы.
Во время систолы предсердий происходит дополнительное (около 20%) наполнение кровью желудочков. Эта фаза важна, т.к. благодаря этой крови и без того заполненные желудочки наполняются ещё больше, кардиомиоциты растягиваются, а согласно закону Франка-Старлинга это ведет к усилению силы сокращения. Т. о., систола предсердий необходима в первую очередь не для заполнения желудочков кровью, а для растяжения кардиомиоцитов и регулировки силы сокращения.

## Давление
Артериальное давление в момент диастолы записывается вторым после систолического, например в записи давления 120/80 диастолическим является 80.